# 욕지면

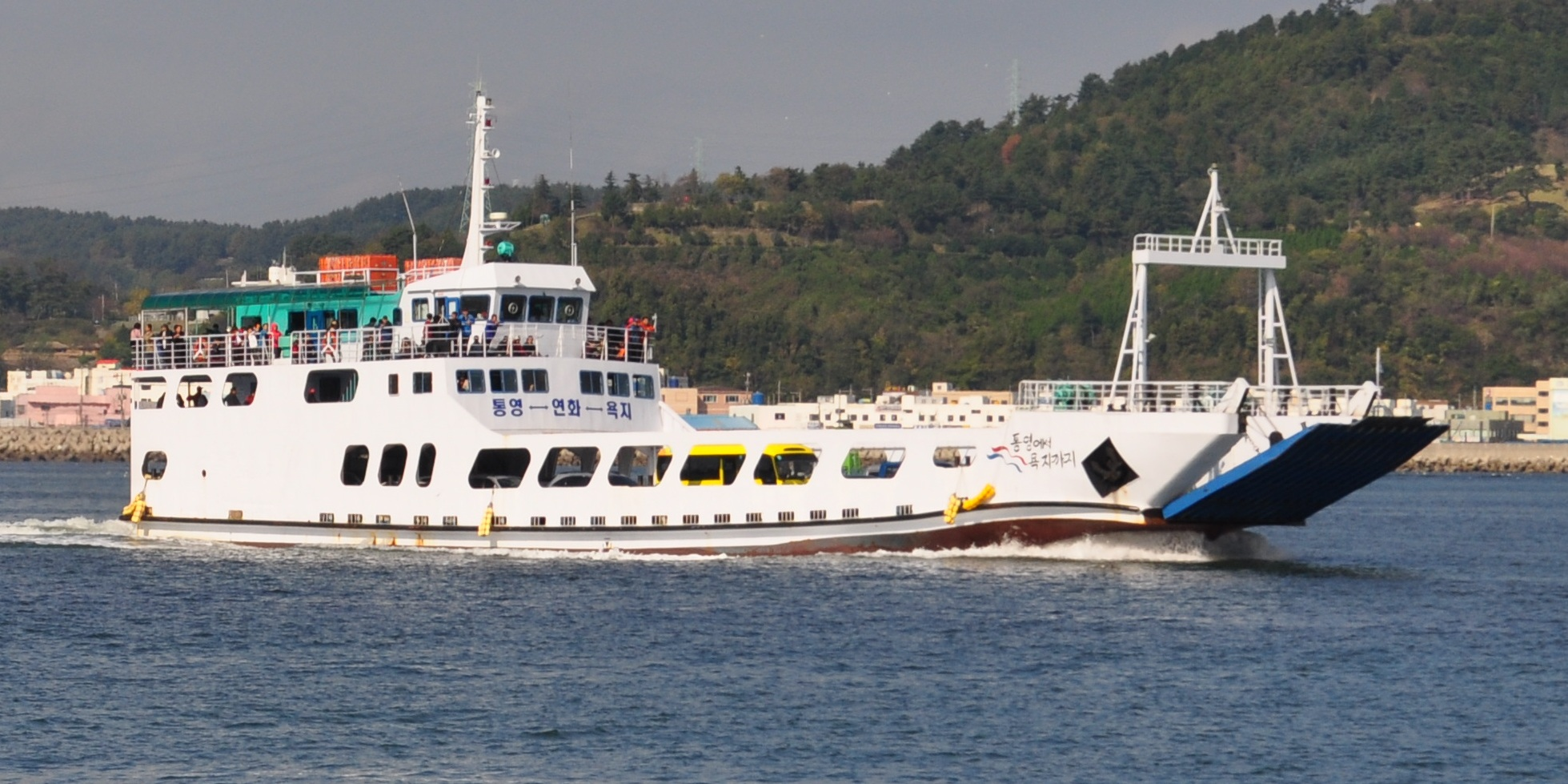
통영-욕지도 간을 운항하는 욕지아일랜드 호

욕지면(欲知面)은 욕지도 등을 관할로 하는 대한민국 경상남도 통영시의 면이다. 2011년 6월 30일을 기준으로 넓이는 28.69km2이고, 인구는 1,269세대, 2,306명이다.

## 역사
- 1914년 일제의 부군면 통폐합이전까지 원삼면을 이룸
- 1914년에 사량면과 합면되어 신설 원량면에 편입, 면사무소를 욕지도에 둠
- 1955년 6월 29일 원량면에서 사량면을 분리시키고 욕지면으로 개칭.

1957년, 정부가 욕지도와 장사도 등을 나병환자 정착수용소 후보지로 삼고 있다는 보도가 나가자, 욕지도 도민 1만5천명이 “나병환자수용소 욕지면 설치 결사반대” 면민 궐기대회를 여는 한편 12월 16일에는 경남 당국에 수용소 설치반대 진정서를 제출하였다. 한때 멸치잡이의 중심지로 각광을 받은 욕지도는 만주, 북지(北支)까지의 수출실적을 올렸다.

## 행정 구역
- 동항리
- 서산리
- 두미리
- 연화리
- 노대리

## 같이 보기
- 욕지도
- 두미도